# 長尾卓也
長尾 卓也（ながお たくや、1988年6月2日 - ）は、日本の俳優。千葉出身。身長180cm。体重62kg。靴のサイズ26.5cm。 ビーインググループのwhite Dream所属。劇団プレステージ劇団員。愛称は「長尾さん」「ながたく」。
「劇団プレステージの渋谷のラジオの学校」にレギュラー出演していた時のキャッチコピーは『令和最初のにんじんボーイ』(2019年6月13日の放送時に、にんじん色のシャツを着ていたことから命名)

## 人物・エピソード
明るくポジティブな性格で、自称「ポジティブ100%」。
劇団プレステージ内では衣装部に所属し、公演期間中はメンバーの衣装の管理もしている。
初めは家族の影響で公務員を目指そうとしていたが、幼い頃からテレビが好きだったこともあり、母親が持ってきた芸能雑誌をきっかけにアミューズに応募し合格。2006年10月、Amuse-Prestage project-unit（現在の劇団プレステージ）に加入する。
趣味はフットサル、サーフィン、ギター。特技はサッカー。
憧れている俳優は妻夫木聡。「オレンジデイズ」がきっかけである。
好きなアニメとして、幼少期に毎週金曜日に放送されていた「ドラえもん」と「クレヨンしんちゃん」を挙げている。「クレヨンしんちゃん」は描写により見せてもらえない場面もあったが、「その後、おじいちゃんと観に行った映画でとても感動した」と2019年6月13日の渋谷のラジオの学校で話している。
また、集めているものは旧札と切手である。旧札の他にも記念切手を集めており、それらをアルバムに入れて保管している。これらを集めるのは祖父の影響で、「『それは宝になるから』とおじいちゃんに言われたから」と同日の放送でも話している。同じく祖父に『謙虚が大事。人に感謝しなさい』と教えられたことから、『ありがとうございます』という言葉を大切にしている。
映画「ぼくたちと駐在さんの700日戦争」(2008年04月05日)の思い出として、共演者である俳優の市原隼人について「市原さんはとても熱い人で、テレビやドラマで観ていた印象そのままだった」と話している。また、所属している劇団プレステージのメンバーでもある岩田玲による物真似を見るとその当時を思い出す、とも話している。
2012年、2014年に映画『るろうに剣心』の全国横断キャンペーンでリアルるろう人として映画をPRしに、全国を回った。
子どもの頃から｢おとなのふりかけ｣が好き。
物怖じしない性格。劇団の宣伝を兼ねたファンとの触れあい企画『握手旅』では、路上で「僕たち劇団プレステージって言います。名前だけでも覚えてください」と何度も叫び、同じ劇団員の今井から「あいつすげぇ」と称賛された。
2020年3月31日、契約満了に伴いアミューズを退所したが、劇団プレステージの劇団員としては継続して行くことを自身のTwitterアカウントにて発表。
2020年7月1日、ビーインググループのwhite Dreamへの所属を自身のTwitterアカウントにて発表した
。

## 出演

### テレビドラマ
- TBS「姫島殺人事件」(2008年04月07日)
- TBS「温泉へGo!」 (2008年09月～11月)
- BS-ｉ「東京少女」#51 (2009年03月21日)
- TBS「おひとりさま」(2009年11月)
- フジテレビ「月の恋人〜Moon Lovers〜」(2010年06月)
- TBS「Nのために」#9 (2014年12月12日)
- テレビ朝日「黒薔薇 刑事課強行犯係 神木恭子」(2017年03月19日)
- フジテレビ「ストリートワイズ・イン・ワンダーランド―事件の方が放っておかない探偵―」(2017年03月27日)
- BSスカパー! オリジナル連続ドラマ「バウンサー」(2017年04月14日)
- WOWOW連続ドラマW「プラージュ」(2017年08月12日～09月09日)
- テレビ朝日 ドラマスペシャル「黒薔薇 刑事課強行犯係 神木恭子」(2017年12月16日)
- 日本テレビ「正義のセ」#8（2018年） - 岩本博幸 役
- 日本テレビ「偽装不倫」#1 #3 （2019年） - 小宮隆文 役
- 日本テレビ「ムチャブリ！わたしが社長になるなんて」（2022年01月12日 - 3月16日）
- TOKYO MX2「傀儡の声」（2024年9月29日） - 早川裕次郎 役
- TOKYO MX「恋学」（2024年12月30日・31日） - 渋谷颯志 役

### バラエティ
- TVK 「銀の劇プレ」（2014年10月18日 - 12月27日）

### 配信ドラマ
- 喫茶プレリュード 最終話（2019年11月13日、YouTube）[4]
- 超短編作品第15弾「お正月に男二人で鍋をつつく話」（2023年1月2日、YouTube）[5]
- 君と世界が終わる日に Season4 1話 - 4話（2023年3月19日 - 4月9日、Hulu）[6]

### 映画
- 「ぼくたちと駐在さんの700日戦争」(2008年04月05日)
- るろうに剣心 伝説の最期編（2014年）[1]
- テラフォーマーズ（2016年4月29日） - 町岡隆太 役[7]
- 逆転バットレディ（短編、2021年、脚本：常喜寝太郎、監督：志熊八竜喜）[8]

### 舞台
劇団プレステージ
- チェリーの木の下で-DT-MAX08’-（2008年）
- ブラックパールが世界を動かす（2009年）
- マフィアは電柱の根元に葉巻を置いたか?（2010年）
- 第2回公演「サイキックフライト!〜頑張る7人のエスパーとあと2、3人〜」（2011年）
- 第3回公演「『ゼツボー荘』より愛を込めて」（2011年）
- 番外公演「サイキックフライト!〜頑張る7人のエスパーとあと2、3人〜（再演）」（2012年）
- プリン爆弾 of Prestage Project「んざんび君。」（2012年）
- 第5回公演「ゴーストレイト」（2013年）
- 第6回公演「アウタースペース109」（2013年）
- 劇団プレステージPreFesプレイボーイ of Prestage Project「トーキョー・タイム・パラドクス」（2013年）
- 第7回公演「ボーンヘッド・ボーンヘッダー」（2014年）
- 第9回本公演「WORLD'S ENDのGIRLFRIEND」（2015年）
- 番外公演「『ゼツボー荘』より愛を込めて　ぶち壊す！！！！！」（2015年）
- 第10回本公演「Have a good time?（再演）」（2015年） - 康治 役
- 番外公演「君のそばにいたいのに」（2016年） - ウンヌン 役
- 第11回本公演「リサウンド～響奏曲～」（2016年） - 楽 役
- 劇団プレステージ×ヨーロッパ企画「突風！道玄坂歌合戦」（2016年）
- 第12回本公演「URA！URA！Booost」（2017年）
- 第1回企画公演「あいつのチョキ」-藤井竜司役（2018年2月27日-3月6日、千本桜ホール）[9]
- 第2回企画公演「僕を狂わす三億円」（2018年）- 長嶋 役
- 第13回本公演「ディペンデントデイ〜7人の依存症〜」（2018年）- 光代 役
- 第14回本公演「終わり to はじまり」（2018年） - 永橋 役
- 第15回本公演「大地からのレラ!」（2019年9月28日 - 10月6日、CBGKシブゲキ‼︎） - 村尾、耕造 役
- 第16回本公演「浅草チャンバラ・メリーゴーランド」（2020年11月6日 - 10日、浅草花劇場） - 長谷川（ハッセ） 役
- 第17回本公演「Have a good time?（再々演）」（2022年3月2日 - 7日、シアター・アルファ東京） - 康治 役
- 第18回本公演「シナリオに映る半月」（2023年2月22日 - 26日、劇場MOMO）[10] - 馬場勇 役
- 第19回本公演「チェリーの木の下で-DT-MAX-」（2023年10月19日 - 22日、コフレリオ新宿シアター）- 来島 役
- 第20回本公演「お気に召すかな？」（2024年8月22日 - 25日、駅前劇場）
- 第21回本公演「ノロとゴン」（2025年4月24日 - 29日、シアター711）
- 第22回本公演「シニタイ ウィズ ヴァンパイア」（2025年8月13日 - 17日〈予定〉、浅草九劇）[11]

その他
- 「BLACK＆WHITE 悪魔のテンシ 天使のアクマ」（2010年8月28日 - 9月5日、サンシャイン劇場）[12]
- Seedling公演「いるかホテル」（2012年12月5日 - 9日、中野スタジオあくとれ）[13]
- 分岐型体験演劇JUNCTION第1弾「スパイスアップ・ナイトパレード」（2017年4月29日 - 5月7日、渋谷 ドクタージーカンズ）[14]
- team Genius bibi 7th ACT「フクロウガスム」（2017年9月20日 - 24日、東京都 シアターグリーン BIG TREE THEATER）[15]
- 怖いぐりむ 第1弾 舞台版『なんでもないトマトなのに』（2018年3月20日 - 26日、東京 Geki地下Liberty）[16]
- 東京ワンピースタワー×DAZZLE「時の箱が開く時」（2019年1月10日 - 25日、東京ワンピースタワー）[17]
- 劇団かもめんたる第8回公演「GOOD PETS FOR THE GOD」(2019年11月26日 - 12月1日、東京 駅前劇場)[18]
- CINECプロデュース「こどもの一生」(2020年2月20日 - 24日 大阪市立芸術創造館／2020年2月28日 - 3月2日、アトリエファンフェーレ東池袋) - 柿沼 役
- 「淡海乃海 現世を生き抜くことが業なれば」（2022年5月20日 - 29日、東京ドームシティ シアターGロッソ） - 後藤賢豊 役
- 「はれわたる」（2022年9月7日 - 11日、赤坂レッドシアター）新型コロナウイルスの影響により無期限延期
- 月の終わりと始まりはシアター＃１「5月の忘れ残し」（2023年5月31日 - 6月3日、新宿at THEATRE）
- これは、舞台なのか、朗読劇なのか、なんなのか vol.1（2024年12月13日 - 15日、小劇場楽園）[19]

### イベント
- 劇的に!マザー牧場で動物と劇プレに触れ合おうツアー（2012年10月6日）
- 劇・プレ博2013〜初春の広報戦略〜（2013年3月20日、新宿ロフトプラスワン）
- Prestage Party in PONGI（2014年2月16日、アミューズミュージカルシアター）
- THE GAME〜Boy´s Film Show〜（2009年）
- THE GAME〜Boy´s Film Show〜2010（2010年）
- 夏だ!千本だ!劇プレだ!ファミマー大感謝祭!!〜卒業式と始業式〜（2022年8月27日、千本桜ホール）

### ラジオ
- &CAST!!!アワー ラブランチ！ザ・サンデー（2018年9月9日 - 2020年3月29日、&CAST!!!・文化放送超!A&G+）[20]
- コミュニティFM「渋谷のラジオ渋谷のラジオの学校」（2019年 - 2020年9月28日、渋谷のラジオ）[21]